# Mimma Zavoli
Mimma Zavoli (ur. 13 lutego 1963 w Santarcangelo di Romagna) – sanmaryńska polityk, deputowana do Wielkiej Rady Generalnej od 2012, kapitan regent od 1 kwietnia do 1 października 2017.

## Życiorys
Urodziła się w 1963 we włoskiej miejscowości Santarcangelo di Romagna. Jej rodzice przenieśli się następnie do San Marino. W 1981 rozpoczęła pracę jako przedszkolanka, później pracowała jako inspektor pracy. Od 1977 do 1989 była aktywistką Chrześcijańsko-Demokratycznej Partii San Marino. 
Po raz pierwszy została wybrana do Wielkiej Rady Generalnej w wyborach w 2012 z ramienia Movimento Civico10. Została członkiem Komisji Sprawiedliwości i przewodniczącą Komisji Spraw Wewnętrznych, wybrano ją też w skład Rady Dwunastu i narodowej delegacji do Unii Międzynarodowej. W wyborach parlamentarnych w listopadzie i grudniu 2016 uzyskała reelekcję w parlamencie. 
16 marca 2017 została wybrana na stanowisko kapitana regenta San Marino na kadencję od 1 kwietnia do 30 września 2017 (razem z Vanessą D’Ambrosio). Był to pierwszy w historii przypadek, gdy tylko kobiety objęły funkcje kapitanów regentów.